# Деберц
Деберц (де-берц, дэ-берц) — карточная игра. Существуют её разновидности в портовых черноморских городах: клабор и белот.

## История
Существует несколько версий происхождения игры:
- Считается, что изначально деберц являлся заключительным этапом игры в терц, придуманной и распространившейся среди каторжников Сахалина в начале XX века, впоследствии выделившийся в самостоятельную игру.
- Считается, что деберц появился в 70-е годы XIX века.
- Считается, что деберц возник в еврейских общинах и был особо популярен в 30-е годы XX века.

На данный момент игра не является широко известной, однако наряду с бурой и фрапом (храпом) составляет одну из наиболее распространённых в среде профессиональных игроков в карты.
Деберц имеет московскую и харьковскую разновидности, а также некоторые вариации, связанные, в частности, со штрафами и наказаниями. Однако необходимо отметить, что деберц с точки зрения правил является одной из игр со стабильными и точными правилами во всех регионах, а вариации не затрагивают сущности и стратегии игры, как это характерно, например, для разновидностей преферанса.
Во времена СССР советские газеты[какие?] упоминали Музыканта — сильнейшего игрока в деберц. Настоящее имя Музыканта неизвестно. Секунданты партнёров Музыканта по карточному столу уверяли, что он никогда не был уличён в грязной игре. Считается, что Музыкант никогда не проигрывал исключительно из-за феноменальной памяти. В частности, Музыкант приезжал не менее чем на одну коммерческую игру в Харьков.

## Правила игры
В деберц можно играть вдвоём, втроём, вчетвером.

### Колода
Для игры используется карточная колода (от туза до семёрки в каждой масти).

### Старшинство карт
(по возрастанию)
В некозырной масти: семь, восемь, девять, валет, дама, король, десять, туз.
В козырной масти: семь, восемь, дама, король, десять, туз, девять, валет.

### Цель игры
В партии, состоящей из нескольких сдач, первым из игроков набрать 301 очко (короткий деберц) и 501 (длинный деберц) при игре вдвоём, втроём или вчетвером. Необходимое количество очков может иметь варианты, так, в некоторых регионах играют до 1001 очка при игре втроём или вчетвером.
Существует игровая конвенция для двоих игроков, называемая «в один удар». В ней победитель выявляется в одной раздаче (обычно ведётся матч до 9-ти очков, с «даве»).

## Процесс игры

### Сдача и торговля
Сдающий в первый раз определяется жребием. Сдача во все последующие розыгрыши производится игроком, выигравшим предыдущий розыгрыш. Каждому из игроков сдаётся по часовой стрелке шесть карт, традиционно принято сдавать по три карты. После сдачи открывается потенциальный козырь, на который перпендикулярно кладётся остаток колоды. Затем игрок, сидящий слева от сдающего, основываясь на своих картах, вправе объявить согласие на игру при козыре, обозначенном мастью открытой карты или отказаться от игры при такой масти козыря словом «пас». После паса игрока такое же право переходит при игре вдвоём к сдающему, при игре втроём — к следующему игроку, а если и он откажется, то к сдающему. Если все игроки отказались играть при открытом козыре, сидящий слева от сдающего игрок вправе объявить другую масть козырной или пасовать. При пасе право объявить масть переходит к следующему игроку и при его отказе — к сдающему. Игры без козыря не существует. Если все игроки отказались играть, то карты собираются со стола и передаются для сдачи следующему игроку. При предварительной договорённости играющих существует версия игры «с обязом», где в случае, если все говорят пас, сдающий обязательно должен играть, и пересдача не производится.
Когда игрок выбрал козырь, то говорят, что он «играет» и указывает в какую масть.
В случае, если так или иначе козырь был объявлен, то сдающий сдаёт каждому из игроков, (оставляя открытой карту, бывшую потенциальным козырем) ещё по три прикупные карты, нижнюю карту оставшейся колоды открывает и кладёт открытой поверх колоды. Эта карта (иногда называемая фреза) не имеет никакого значения, кроме информативного. Данное правило относится к игре вдвоём и втроём, так как в колоде только 32 карты, а при игре вчетвером прикуп составляет только две карты и последняя карта (назначающая начальный козырь) достаётся сдающему (фреза при игре вчетвером не открывается).
Каждый игрок, таким образом, перед началом партии играет девятью картами (вдвоём, втроём) или восьмью картами (вчетвером).
Имеется отдельное правило: при игре, объявленной при козыре масти, открытом при сдаче, любой игрок, имеющий козырную семёрку, вправе (но не обязан) поменять её на открытый на столе козырь, как до прикупа так и после, но до первого хода в игре (при договорённости — до подъёма карт прикупа).
Игрок, у которого четыре семёрки (как до прикупа, так и с прикупными картами), вправе потребовать пересдачи, предъявив эти карты в любое время до первого хода в игре.
После окончания процесса торговли начинается процесс заявки комбинаций.

### Комбинации и их заявка
В классической игре существует три вида комбинаций
- терц: три карты одной масти подряд, например: 7,8,9.
- берц (полтина, полтинник, полташ): четыре карты одной масти подряд, например: 7,8,9,10.
- деберц: Семь карт подряд. Игрок или команда, имеющая комбинацию ДЕБЕРЦ, выигрывает партию не зависимо от игрового счета.
- белла (произносится как бэлла): козырный марьяж, т. е. козырные дама и король.

При определении терцев и полтинников используется «обычный» порядок карт: семь, восемь, девять, десять, валет, дама, король, туз. То есть, например, терцем является туз, король, дама, а не туз, десять, король и тем более не валет, девять, туз. Одна и та же карта не должна быть в составе разных комбинаций; но карты, составляющие беллу, могут входить в любую другую комбинацию.
Разрешено не участвовать в торге, даже если у игрока есть комбинационные конструкции.
Пас, терцы и полтинники объявляются игроками по очереди, начиная с игрока, сидящего слева от сдающего (понятно, что если игроков двое, то напротив) до начала игры. Игрок, объявляющий пас, терц или полтинник и чья очередь подошла, говорит соответственно «Пас», «Терц» или «Полтинник». Есть другие варианты объявлений комбинаций — 9 карт позволяют иметь максимум три терца или два полтинника или терц и полтинник, соответственно игрок и объявляет, например, «Два терца». В случае, если другие игроки не сообщили о наличии таких комбинаций, начинается игра.
Если же другие игроки имеют комбинации, то объявленные комбинации идут в зачёт тому или иному игроку по старшинству. Только один игрок в партии может зачесть себе комбинации, причём все имеющиеся у него; остальные игроки не засчитывают ничего.
Правила старшинства следующие:
- Любой полтинник старше любого терца. Это означает, что игрок, у кого на руках имеется полтинник сможет (вероятно) записать за него себе очки в конце партии, даже если у другого игрока на руках три терца. Последние попросту не будут считаться.
- При равенстве комбинаций преимущество у более старшей комбинации с теми же картами. То есть туз, король и дама старше, чем король, дама и валет. В зачёт пойдёт первый терц, а второй не принесёт его обладателю ничего.
- При равенстве комбинаций преимущество имеет козырная комбинация.
- В случае, если обе одинаковые комбинации некозырные, то комбинация будет считаться объявленной игроком по порядку сдачи. Например, при игре втроём игрок, сидящий после сдающего (А), и следующий за ним (Б) имеют одинаковые некозырные полтинники. В этом случае «А» будет считаться объявившим полтинник.
- Комбинация с бо́льшим ростом засчитывается даже в том случае, если у противника на руках несколько комбинаций с меньшим ростом. Например, если у игрока «А» на руках два терца с ростом Валет, а у игрока «Б» один терц с ростом Дама, то терц игрока «А» проигрывает.

В том случае, если игрок (А) объявил комбинацию и у следующего по очереди (Б) имеется равноценная, например «А» объявил терц и у «Б» есть терц, «Б» спрашивает у «А»: «От чего?» или «Рост?». «А» обязан назвать старшую карту в комбинации. Например «А» имеет терц: валет, десять, девять, он обязан сказать «Валет». Понятно, что если у игрока два и более терцев, то объявляется старшая карта старшего терца. В случае, если «Б» имеет меньший терц, то он просто говорит «Меньше» или «Твой». Если же «Б» имеет больший терц, то он называет свою старшую карту. Если терцы равны, то тот, кто имеет козырный объявляет это. Если такого объявления не последовало, то объявившим терц считается игрок первый по порядку сдачи.
Если «А» объявляет полтинник, то последующие игроки терцы уже не объявляют.
Запрещено спрашивать рост при отсутствии равноценной комбинации; также сдавать торг при наличии превосходящей конструкции того же вида комбинации, если игрок не отказался участвовать в торге изначально.
Например, у игрока «А» терц от десятки, у игрока «Б» терц от дамы. Игрок «А» заявляет терц, «Б» разрешено не участвовать в торге, но если он спросив о росте и получив ответ, сдаст торг, то такое поведение нарушение правил и влечёт штраф.
Победивший в заявке комбинаций может объявить любые необъявленные им терцы и полтинники. Если игру начинает он, то обязан показать карты объявленных комбинаций одновременно со своим ходом; если первый ход в игре не его, то показывает объявленные комбинации непосредственно после первого хода соперника, начинающего игру.
Белла до начала игры не объявляется: её игрок вправе (но не обязан) объявить, сказав «Белла» при первом выходе любой карты из её состава, то есть запрещено объявление на второй карте (иногда оговаривается условие, что белла объявляется при любом своём ходе). Допустимо объявление независимо от результата торгов.
Необъявленные комбинации не идут в зачёт.

### Игра
В ходе игры игроки берут взятки. Первый ход делает игрок, сидящий за сдающим по левую руку. На положенную игроком карту следующий игрок кладёт свою карту в масть, при отсутствии масти — козырь, при отсутствии масти и козыря — сносит любую карту.
В процессе игры есть одна особенность:
- Если у следующего игрока имеется меньший козырь и больший козырь, чем единственный или старший козырь открытых карт, то игрок обязан играть бо́льшим козырем;

### Подсчёт очков
Игроки суммируют очки карт, содержащихся в их взятках. Карты оцениваются следующим образом:
- семь, восемь и девять (исключая козырную) очков не приносят
- туз — 11 очков
- десять — 10 очков
- король — 4 очка
- дама — 3 очка
- валет (исключая козырного) — 2 очка.
- валет козырный — 20 очков
- девять козырная — 14 очков

К очкам, составляющим сумму карт прибавляются бонусы за комбинации и бонус за последнюю взятку (так называемый послед)
- терц — 20 очков (соответственно два терца — 40 очков, три — 60 очков)
- полтинник — 50 очков (соответственно два полтинника — 100 очков)
- белла — 20 очков
- послед (последняя взятка) — 10 очков

Так, за партию в игре без комбинаций возможно набрать 162 очка (11·4 + 10·4 + 4·4 + 3·4 + 2·3 + 20 + 14 + 10). Такая партия называется «сто шестьдесят вторая». Если в партии был объявлен, например, терц, она называется «сто восемьдесят вторая» (162 + 20 за терц) и т. д. Это удобно при игре «два на два», когда, подсчитав очки одной команды, очки другой определяются вычитанием очков первой из «номера» партии (ведь только при игре вчетвером игра ведётся всеми картами колоды).
Очки за терцы и полтинники записываются игроку только в том случае, если он взял хотя бы одну, пусть даже и пустую, взятку. Очки за беллу записываются в любом случае (естественно, если она была объявлена). Такие моменты желательно оговаривать до начала игры так как в некоторых версиях правил полтинник (деберц) записывается в любом случае, а на беллу надо обязательно взять одну взятку.
Полученные игроками очки записываются в таблицу.
В каждой сдаче игрок, объявивший козыря, обязан взять больше очков, чем соперник при игре вдвоём и оба соперника при игре втроём. В том случае, если игрок, объявивший козыря, взял меньше очков, чем соперник, его очки плюсуются к очкам соперника, а игроку записывается так называемый байт (байд), обозначаемый буквой «Б» в таблице. В случае, если игра проходит втроём, то очки игрока записываются тому из его двух соперников, кто взял больше очков.
Могут иметь место две ситуации, связанные с равенством очков:
- когда соперник (соперники) играющего набрали одинаковое с играющим количество очков. В этом случае очки играющего записываются отдельно (так называемый висячий байд). Их получит тот из игроков, включая играющего, кто в следующей сдаче наберёт большее количество очков (либо по договорённости очки висячего байда переходят вистующему);При этом следующую раздачу производит игрок чьи очки «зависли» на игре
- когда при игре втроём байд налицо, но при этом оба соперника играющего набрали одинаковое количество очков. В этом случае очки играющего также записываются отдельно и их получит тот из соперников играющего, который в следующей сдаче наберёт большее количество очков; играющий, получивший байт на них не претендует.

Партия состоит из нескольких сдач. Партия выигрывается тем игроком, кто первым набрал 301 очко или при игре втроём 501 очко.
Существует правило, что игрок, приближающийся к завершению партии, вправе закончить партию, не дожидаясь окончания розыгрыша сдачи, полагая, что в его взятках с учётом бонусов уже достаточно очков. Например, игрок имеет 461 очко. В сдаче у него имеется терц и козырный валет. Взяв даже пустую взятку козырным валетом он получает 20 очков за валета и 20 очков за терц, что составит в сумме с имеющимися 461 очком 501 очко. Для этого игрок после закончившегося хода говорит «Партия». В случае, если игрок ошибся, никаких штрафов не предусмотрено, просто игра продолжается (хотя для игры вдвоём может быть предусмотрено правило немедленного проигрыша объявившего). Смысл досрочного завершения партии состоит в том, что игрок может выиграть общую партию («докатить»), даже если силы его карт в последней сдаче не хватает для выигрыша этой сдачи, что обогащает возможности игрока — он может пойти на игру со слабыми картами, если ему не хватает до 501 небольшого количества очков. Противнику (противникам) в розыгрыше досрочно законченной сдачи не записываются полученные в этом розыгрыше очки. Досрочное завершение партии возможно до хода кем-либо из игроков последней имеющейся у него картой.
Партию выигрывает только один игрок (или команда при игре «два на два»).

### Штрафы
В деберце существует правило карандаша. Это означает, что игрок, посчитавший и записавший свои очки откладывает свои карты не смешивая их с другими и кладёт карандаш. Его оппонент (оппоненты) вправе проверить запись. В случае, если оппонентом будет обнаружена ошибка, со счёта ошибшегося списывается сумма ошибки, она же плюсуются к очкам проверявшего. Интересно, что традиционно не наказывается ошибка в 100 очков (на самом деле, игрок имеет право записать меньше очков, чем он набрал за кон, то есть ошибиться можно безнаказанно в меньшую сторону). Однако, если этот игрок окажется играющим и его очков окажется меньше, чем у противника, будет объявлен байт.
Байтом (так называемый байт на картах) также наказывается игрок, допустивший:
- фальшренонс
- наличие лишней карты на руках
- недостачу карты на руках (сдающий попадает в байт)
- ложное объявление конструкции (если игроками оговорено отсутствие обязанности её показывать)
- замена козырной семёрки на фрезу
- замена семёркой вскрытого потенциального козыря, если игра идёт по-другому

### Запись очков
Очки могут записываться специальными символами. Это резко увеличивает скорость записи и подсчёта. Существует три основных символа:
- круг — равен 50-ти очкам
- круг (перечёркнутый) — равен 100 очкам
- горизонтальная и вертикальная черта (палка) — равна 20-ти очкам

Если очков не хватает, чтобы записать символ в таблицу, игрок может записать их сверху (-) или снизу (+) — это так называемые «мелкие очки».
Например, если игрок набрал 36 очков, он записывает две палки и сверху 4 (то есть 40-4). Запись 68 очков — три палки и снизу 8 (то есть 20*3+8), или же круг, палка и 2 сверху (то есть 50+20-2).
Существует правило записи, по которому — при хороших плохих не бывает. То есть нельзя одновременно иметь в записи мелкие очки в плюсах и в минусах.
Чтобы показать, что запись не актуальна, её достаточно перечеркнуть.
Чтобы закрыть партию вместе со словом «Партия», во избежание недоразумений, игрок так же обязан закрыть её на бумаге — справа от всех своих очков провести вертикальную черту, затем от её нижней точки горизонтальную черту влево под своими очками.
После того, как игрок положил карандаш (или передал его другому игроку), он не имеет права брать его снова и дописывать очки в своей таблице. Включается правило карандаша.

### Игра на деньги
Существуют разные способы расплаты, оговариваемые заранее, но в целом, их можно разделить на два варианта: зависящий от количества очков проигравшего и не зависящий. В последнем случае оговаривается фиксированная плата за партию или ряд партий.
Если же оговорён вариант, зависящий от количества очков проигравшего, то самый простой из них — привязка одного очка к какой-либо единице, например к рублю. Тогда если проигравший в партии вдвоём имеет, например 210 очков, то он проиграет 90 очков и соответственно 90 рублей (традиционно оплата рассчитывается не из 301 или 501 очка, а из 300 или 500). Как правило, устанавливаются следующие правила:
- при игре вдвоём игрок, не набравший 100 очков, платит в двойном размере;
- при игре втроём игрок, не набравший 100 очков, платит в тройном размере, не набравший 250 очков — платит в двойном размере.

Если же оговорён вариант, не зависящий от количества очков проигравшего, то играется так называемая партия «до 1000», подразумевающая под собой обязательный переход за черту в 1000 очков. Как правило, устанавливаются следующие правила:
- при условии, что проигравшая команда не перешагнула половину от партии, то есть 500 очков — партия считается удвоенной, как и сумма проигрыша
- при условии, что проигравшая команда не перешагнула половину от двойной партии, то есть 250 очков — партия считается утроенной, как и сумма проигрыша
- в Одесской вариации игры встречаются ситуации, при которых проигравшая команда набирает меньше одного очка путём получения игровых штрафов, в таком случае проигрыш увеличивается в 4 раза

После того, как деньги положены на кон, игрок обязан доиграть партию до конца.

## Клабор
Одесская разновидность игры отличается более жёсткими правилами и называется «клабор». Некоторые термины игры также имеют другое название, например, «байт» называют «бэйт» или «болт», козырный валет — «мусор», козырная девятка — «манэлла», терц 7, 8, 9 — «пионер».
- бывает маленькая (501 очко) и большая (1001 очко) партии.
- при игре вчетвером, играют в парах два на два игрока.
- первый ход делает «играющий», а не сидящий от сдающего слева.
- карты сдаются по очереди, по часовой стрелке, а не выигравшим игроком.
- белла может быть объявлена только в тот момент, когда игрок кладёт козырную даму или короля. Если игрок объявил беллу, но взятку забирает другой игрок, очки за беллу (20) записываются забравшему взятку. Один из вариантов правил игры (строгач) предусматривает необходимость взятия объявившим игроком/парой взяток по обеим картам для засчитывания беллы.
- если в течение игры игрок (пара) не берёт ни одной взятки, это называется «лыжи» или «лыжа» и со счёта игрока (пары) вычитается 100 очков.
- игрок (пара), набравший во время партии 3 бэйта (не обязательно подряд), вычитает со своего счёта 100 очков. Кроме того, за каждый последующий болт в течение партии (Б4, Б5 и т. д.), у игрока (пары) будет отниматься по 100 очков.
- после того, как карты были перетасованы игроком, он предоставляет сидящему справа игроку возможность указать пальцем то место в колоде, с которого нужно начинать раздавать карты, то есть «дает на срез», таким образом исключая возможность подтасовки. Если колода не была дана на срез, сдающему игроку вычитается со счёта 100 очков.
- сдающий начинает сдачу карт с игрока слева от себя и далее по часовой стрелке (когда игроков более двух).
- если у игрока после сдачи карт, меньше 2 очков на руках (без прикупа), объявляется пересдача. Впрочем, количество очков может меняться вплоть до исключения возможности пересдачи, эти условия оговаривается заранее.
- когда сдающему второй раз предоставляться возможность выбора, он обязан назвать другую масть (то есть ту, которая не была потенциальным козырем), которая и будет козырем. Это называется «обязон». Таким образом, сдающий не имеет права пасовать дважды и обязан во что-то сыграть, если остальные игроки спасовали, то есть у него больше шансов получить бэйт.
- как правило, игроку запрещено сразу говорить «два паса», особенно когда обязон его напарника, поскольку таким образом игрок даёт понять напарнику, что ему не во что играть и он не сможет его выручить. Данное правило не является обязательным и оговаривается до начала игры.
- если противники набирают равное количество очков, объявляется «висяк», карты сдаёт следующий по порядку игрок и тот, кто выбирал козырь в прошлый раз будет обязан играть в ту масть, которая выпадет при сдаче, то есть выбора козыря не происходит. При этом терцы и полтины не могут объявляться ни одной из сторон, можно объявлять только беллу. Если игрок (пара), заработавший висяк, выиграет эту игру, очки будут записаны как положено, с учётом очков прошлой игры. Если будет бэйт, соперник получит все очки за обе игры.
- терц или полтина могут быть показаны в промежутке времени от сдачи карт и до переворачивания второй взятки.
- если у игрока (пары) терц по старшинству совпадает с терцом оппонента и оба являются некозырными, то терц засчитывается тому из них, кто взял последнюю взятку — «послед».
- если у игрока по некозырной масти есть только десятка, то она называется «неприкрытой», поскольку при заходе по данной масти, игроку ничего не остаётся, кроме как положить её, чья бы взятка не была.
- в клаборе распространено понятие «ланжировать» (в основном, при игре вчетвером). Оно означает действие, когда при некозырной взятке, игрок намеренно кладёт карту меньшего достоинства, вместо имеющегося у него туза по этой же масти (разумеется, если у него есть такая возможность). Таким образом он сохраняет высшую карту, чтобы при следующем заходе по данной масти иметь шанс забрать десятку, которая теперь может оказаться неприкрытой.
- козырь противника, как правило, принято перебивать, если у игрока есть такая возможность. Если козырь не перебит старшим (или соперник не имеет козыря) напарник не обязан класть старший козырь, а может скинуть маленький, даже меньшего номинала, чем ход (например ход в короля, напарник кидает 7, 8 или Даму)
- при игре вчетвером, потенциальный козырь всегда идёт сдающему, поскольку это часть его прикупа.
- может применяться дополнительная комбинация карт: клабор 6 карт одной масти подряд с туза, сразу сданных игроку, то есть без прикупа. Игрок объявляет «клабор» и партия считается выигранной им, даже если на момент получения клабора у счастливчика было отрицательное кол-во очей. в Запись идёт 1001 на текущее кол-во очей соперника.
- если игрок забирает взятку козырем, либо кладёт другую масть, хотя у него на руках имеется масть, с которой был «заход», объявляется пересдача, а со счёта игрока (пары) вычитается 100 очков. В ряде случаев это не выгодно сопернику, т.к при игре 232 (с полтиной и Беллой) играющим выгоднее завершить раздачу, а не снять 100 очков, тогда соперник принимает решение какое наказание применить: исправить ошибку и продолжить или просто продолжить, или же заказать просто пересдачу без штрафа в −100. Такое право предоставляется сопернику специально, чтобы избежать возможности соперника минимизировать разрыв, ведь при козырной полтине с туза и наличию тузов у напарника — можно поставить лыжу и набрать 232, тогда разница будет 332 очка, а со штрафом лишь −100.

## Особенности харьковской разновидности игры
В Харькове часто говорят «дэбчик». Терц 7,8,9 иногда называют «бедный», «бомжовский», «с добрым утром» (по аналогии с часами утреннего пробуждения), а также «хоккейный», потому что в терце есть семёрка, которую часто называют «клюшкой» из-за похожести форм; полтинник называют «полтиной», терц или полтину включающую и даму, и короля — белованным. Если комбинация имеет туз как старшую карту, то на вопрос «рост» отвечают «потолок» или "не растёт". Если у игрока на руках из какой либо масти только десятка, то её называют «висяком», так как при заходе тузом игрок обязан положить карту этой масти, иначе рискует быть «сладкачом».
- возможна игра вчетвером, в том числе в команде два на два игрока (этот вариант обычно называют бэлоид);
- карты сдаются не выигравшим игроком, а по очереди (исключение — игра вдвоём), по часовой стрелке, обязательно дать «на сдвиг»(«на срез») игроку справа от сдающего, если не дал — «байт» сдающему;
- 3 байта накладывают штраф −100 очков; игра без взяток −50 очков;
- потенциальный козырь обычно кладётся поверх колоды;
- при игре втроём нижняя карта колоды (фреза) иногда специально не открывается, чтобы сложней было просчитать карты противника;
- когда сдающему второй раз предоставляется возможность выбора, он обязан назвать другую масть (то есть ту, которая не была потенциальным козырем), которая и будет козырем. Говорят, что сдающего «загнали в обяза́» или «твой обяз». Таким образом, у сдающего больше шансов получить байт;
- после определения козыря игрокам раздают дополнительно по четыре карты при игре вдвоём или втроём, или по две при игре вчетвером (в игре вся колода), которые могут раздаваться по-разному: либо в том же порядке, что и первые шесть, либо начиная слева от «играющего»;
- существуют разные варианты обращения с картой-потенциальным козырем: при игре вдвоём или втроём 1) её берёт себе «играющий» игрок 2) она кладётся в низ колоды 3) может быть поменяна на семёрку; при игре вчетвером семёркой её забирать нельзя, её берёт играющий;
- может применяться дополнительная комбинация карт: деберц (произносится как дэбэрц): 7 козырных (иногда и не козырных) карт подряд. Объявивший и показавший деберц, или сразу выигрывает партию, или получает максимум очков(301, 501, 1001). Таким образом, даже безнадёжно проигрывающий игрок, теоретически имеет шанс на победу. Но также деберц совместно с штрафом даёт в сумме недостаточное количество очков для победы;
- при игре вчетвером может применяться дополнительная комбинация карт: сотня 5 карт подряд одной масти (иногда 6 карт, тогда 5 карт образуют пяти карточную полтину);
- старшинство комбинаций не зависит от того, козырная или некозырная комбинация;
- белла объявляется в течение кона до того, как будет перевёрнута последняя взятка, то есть игрок, который имеет беллу и хочет её объявить, имеет возможность это сделать включительно до своего последнего хода в течение кона или не объявлять если грозит «байт»;
- существует вариант игры с проведением беллы: или любой хотя бы одной из двух карт или по частям (по 10 очков, при этом десятка старше беллы). Таким образом появляется возможность перебить беллу, если она в момент хода объявляется;
- первый ход делает не сидящий от сдающего слева, а «играющий»;
- при розыгрыше игрок, в принципе, может положить козырь (и таким образом забрать взятку) или другую масть, даже если у него есть карта одной масти с той, с которой начался ход. Однако, если это было замечено (называется «Сладкая взятка» или игрока сделавшего это называют «Сладкач»), в конце партии забирается у него одна любая взятка, иногда кроме взятки с козырным валетом;
- при игре втроём, очки игрока получившего байт, могут делиться пополам между двумя другими игроками, вне зависимости от того, кто из них взял больше;
- партия досрочно не может быть завершена на козырного валета. Таким образом, игрок, собирающийся закрыть партию, обязан взять любую взятку после хода козырным валетом. Если козырный валет был последней взяткой в коне, игроки начинают новый кон. Если же у игрока не хватает необходимого количества очков, все его очки за все коны вдвойне переписываются противнику и игра продолжается;
- при игре вчетвером по договорённости «обяз перебивать» может не распространяться на партнёра по команде, так как взятка и так уходит этой команде.

В Украине официальные турниры по спортивному деберцу проводит Общественная организация «Федерации Деберца Украины»